# 相馬地方広域市町村圏組合
相馬地方広域市町村圏組合（そうまちほうこういきしちょうそんけんくみあい）は、福島県相馬市、南相馬市、相馬郡新地町及び飯舘村の2市1町1村が組織する一部事務組合。

## 概要

### 事務所
- 福島県相馬市中村字北町６３番地の３（相馬市役所内）

### 主な事務内容
- 消防に関すること(消防団に関することを除く。)
- 看護専門学校の設置及び管理運営に関すること。
- ごみ処理の広域化に関すること。
- 救急医療対策事業にかかる補助金交付に関すること。
- 構成市町村に波及する地域振興事業の実施に関する事務

### 組織
- 組合議会
  - 議員定数：12人（相馬市：3人、南相馬市：5人、新地町：2人、飯舘村：2人）
- 執行機関
  - 管理者：1人（組合市町村の長の互選によるものとする。）
  - 副管理者：3人（管理者以外の組合市町村の長をもってこれに充てる。）
  - 会計管理者：1人（相馬市の会計管理者をもってこれに充てる。）
  - 監査委員：2人

### 施設
- 相馬地方広域消防本部
  - 南相馬市原町区高見町一丁目272番地

- 相馬看護専門学校
  - 相馬市石上字南蛯沢344番地

## 常備消防事務

### 概要
- 消防本部：南相馬市原町区高見町一丁目272番地
- 管内面積：872.65km2
- 職員数：147人
- 消防署2カ所、分署4カ所

- 主力機械
  - 消防ポンプ自動車：7（小型水槽付消防ポンプ車：4）
  - 水槽付消防ポンプ自動車：3
  - 化学消防ポンプ自動車：1
  - 救助工作車：2
  - 救急自動車：9
  - 指揮車：1
  - 13mブーム付多目的消防ポンプ自動車MVF：2
  - 指揮兼広報車：6
  - 司令車：1
  - 災害救援車：1
  - 連絡車：1
  - 査察兼：2

### 沿革
- 1971年7月1日　相馬市・原町市・相馬郡小高町・鹿島町・新地町及び飯舘村の2市3町1村により相馬地方広域市町村圏組合が設立される。
- 1972年4月1日　相馬地方広域消防本部が発足する。
- 2006年1月1日　原町市と相馬郡小高町及び鹿島町が合併し南相馬市が発足したことに伴い、原町消防署が南相馬消防署に改称される。
- 2010年
  - 1月22日　相馬消防署新庁舎の開署式が挙行される。
  - 3月30日　南相馬消防署小高分署新庁舎の開署式が挙行される。
- 2011年
  - 3月11日　東北地方太平洋沖地震に伴う東日本大震災が発生し、管内で最大震度6強の激しい揺れに見舞われるとともに沿岸部に大津波が襲来する。
  - 3月14日　福島第一原子力発電所事故に伴い、発電所から半径20km圏内に避難指示が出されたため、南相馬消防署小高分署は閉庁しその機能を南相馬消防署に移転する。
- 2012年3月16日　南相馬市小高区の避難指示解除、警戒区域見直しに伴い南相馬消防署小高分署の通常業務を再開する。
- 2015年1月29日　南相馬消防署新庁舎の業務が開始される。
- 2016年9月30日　相馬消防署新地分署が（新地町谷地小屋字萩崎41）から新庁舎（新地町消防防災センター）に移転し業務が開始される。

### 組織
- 本部－総務課、予防課、警防課
- 消防署

### 消防署
| 消防署       | 住所                          | 分署                                                                                                  |
| ------------ | ----------------------------- | --- |
| 相馬消防署   | 相馬市中野字堂ノ前371番地の1  | 新地：相馬郡新地町中島1丁目1番地                                                                      |
| 南相馬消防署 | 南相馬市原町区高見町一丁目272 | 小高：南相馬市小高区本町二丁目78 鹿島：南相馬市鹿島区江垂字大六天122 飯舘：相馬郡飯舘村草野字大師堂14 |

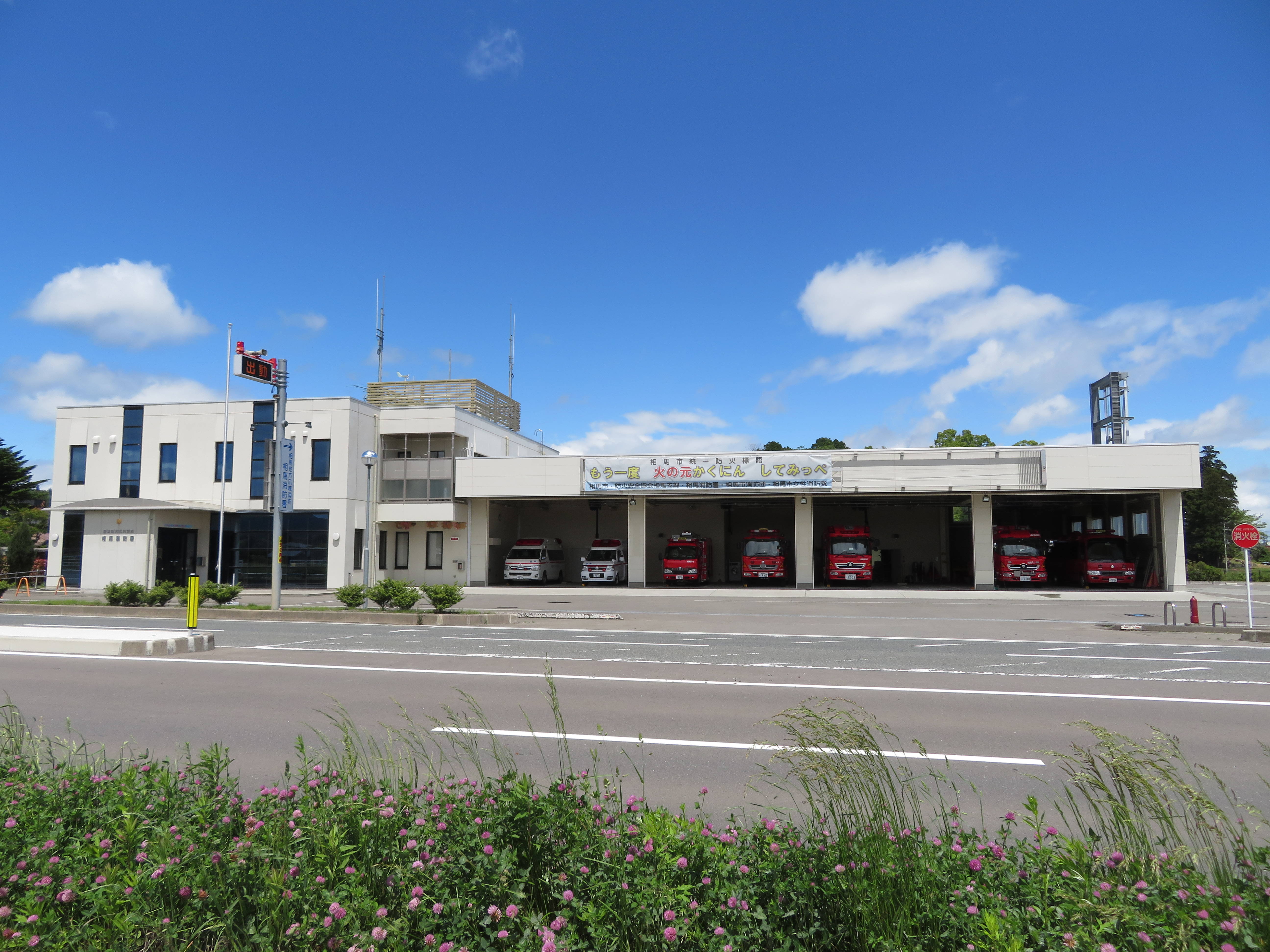
相馬消防署
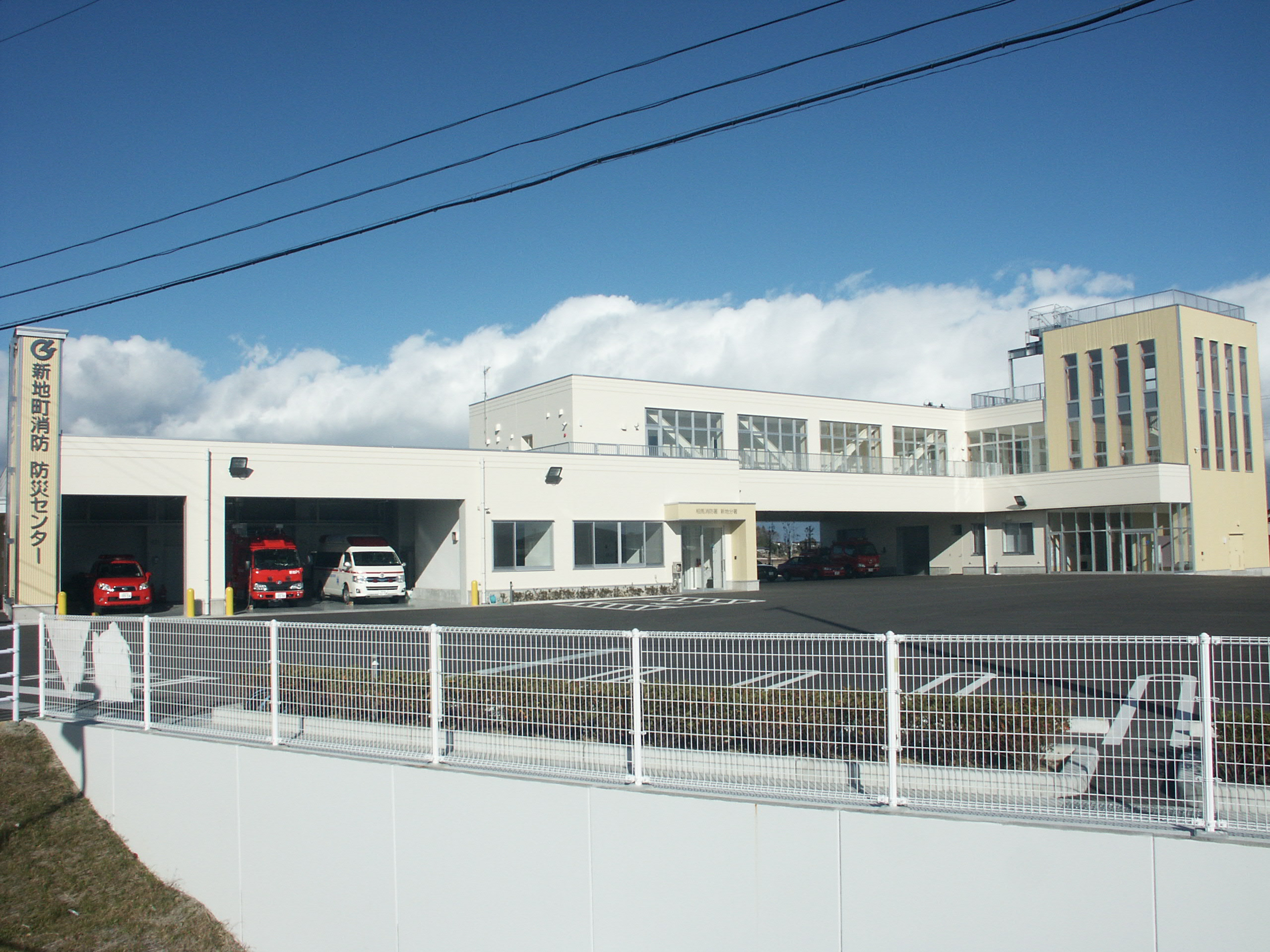
相馬消防署新地分署（新地町消防防災センター）